# Барбо, Марко
Марко Барбо (1420 — 2 марта 1491) в Венеции был кардиналом Римско-католической церкви (1467) и патриархом Аквилеи (1470) Он был членом благородного семейства Барбо и третьим двоюродным братом Пьетро Барбо, который стал Папой Павлом II. В Риме он проживал в Палаццо ди Сан-Марко, как и венецианский Папа, который решил не уезжать в Ватикан. С 1467 года он был кардинальным покровителем рыцарей Родоса, для которых построил лоджию на имперских форумах.
По смерти Павла он отсутствовал в Риме в течение нескольких лет; по возвращении он поручил создать гробницу Павла Мино да Фьезоле, который завершил ее в 1477 году для Старой Базилики Святого Петра; фрагменты хранятся в Музеях Ватикана. Барбо участвовал в папском конклаве 1471 года, который избрал Папу Сикста IV, для которого он служил легатом в Германии, Венгрии и Польше. Он покинул Рим 22 февраля 1472 года и отправился ко двору Фридриха III, императора Священной Римской империи, которого он не смог вдохновить на борьбу с турками-османами. Барбо вернулся в Рим 26 октября 1474 года.
Его дипломатия обезвредила напряженность, которая создавалась в Риме до конклава 1484 года. За плату он обезопасил Кастель Сант-Анджело от Джироламо Риарио и убедил обе фракции Орсини и Колонна эвакуировать город, оставив конклав в безопасности и мире. Во время консистории Барбо был одним из тех, кто считался папабилем; избрание Папы Иннокентия VIII было компромиссом между кардиналами Делла Ровере и Родриго Борджиа (позже Папой Александром VI), чтобы заблокировать кандидатуру кардинала Святого Марка.
Барбо был старшим сыном Марино Барбо и Филиппа делла Рива. Он был эрудированным покровителем гуманистов, которым так не доверял Павел II, но, будучи канцлером Сапиенцы, он был вынужден удерживать плату Помпония Лета, который бежал в Венецию. Марко Барбо собрал выдающуюся библиотеку; будучи щедрым благотворителем, он раздал все свои богатства бедным Рима после смерти.